# Extrazellularflüssigkeit

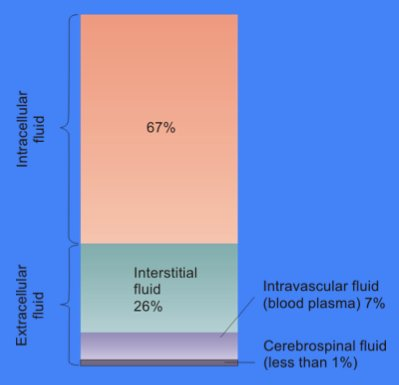
Flüssigkeitsanteile einschließlich der Intrazellularflüssigkeit

Extrazellularflüssigkeit (synonym Extrazellularfluid, extrazelluläre Flüssigkeit, ECF) beschreibt die Flüssigkeit im Extrazellularraum. Neben der Flüssigkeit befindet sich dort auch die extrazelluläre Matrix.

## Eigenschaften

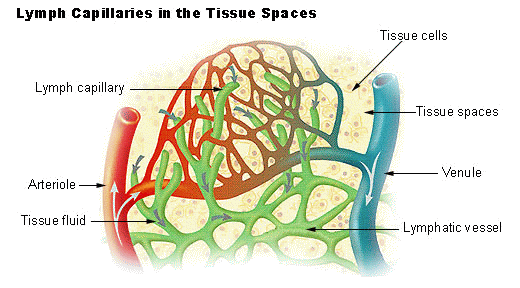
Zu- und Abflüsse des Extrazellularraums

Die Extrazellularflüssigkeit umfasst alle Körperflüssigkeiten außerhalb von Zellen. Sie besteht aus Gewebsflüssigkeit (etwa 76 %), aus Blutplasma (etwa 21 %) und in geringem Umfang aus Liquor cerebrospinalis (etwa 3 %). Beim Erwachsenen ist das Gesamtvolumen etwa 14 Liter. Extrazellularflüssigkeit dient dem Transport von Wasser, Elektrolyten, Metaboliten und von verschiedenen Proteinen. Das Volumen der Extrazellularflüssigkeit und die Osmolarität wird in Säugetieren durch die Nieren reguliert. Die Haut und das Bindegewebe dienen als Reservoir für die Gewebsflüssigkeit. Sie wird im Zuge der Mikrozirkulation von Arteriolen mit Blutplasma versorgt, während der Ablauf durch Venen erfolgt.
Kationen:
- Natrium  (Na+) 136–151 mM
- Kalium (K+) 3,4–5,2 mM
- Calcium (Ca2+)  1,4–1,5 mM

Anionen:
- Chlorid (Cl−)  99–110 mM
- Bicarbonat (HCO3−)  22–28 mM
- Phosphat (HPO42−) 0,8–1,4 mM